# Hyperacanthus poivrei
Hyperacanthus poivrei là một loài thực vật có hoa trong họ Thiến thảo. Loài này được (Drake) Rakotonas. & A.P.Davis mô tả khoa học đầu tiên năm 2006.